# Melissa Belote
Melissa Louise Belote (Washington, D.C., 16 de outubro de 1956) é uma ex-nadadora dos Estados Unidos, ganhadora de três medalhas de ouro nos Jogos Olímpicos de Munique 1972, com apenas 15 anos de idade.
Ela se aposentou do esporte em 1979. Quatro anos depois, ela foi introduzida no International Swimming Hall of Fame.
Foi recordista mundial dos 200 metros costas entre 1972 e 1974.